# Clockify
Clockify је алатка за праћење времена базирана на вебу, коју је развио и објавио COING Inc 2017. године.  Ова алатка омогућава праћење времена и услуге генерисања извештаја путем веб-сајта компаније, као и путем мобилне, и десктоп апликације.
Clockify је првобитно замишљен као замена за Toggl, у циљу смањења трошкова компаније COING Inc. Јединствена вредност понуде апликације Clockify заснована је на томе што се она не плаћа; свака функционалност и одлика које су присутне у другим сличним апликацијама за праћење времена, потпуно су бесплатне у апликацији Clockify. Једина услуга која се плаћа је резервисана за кориснике у предузећима, који желе да самостално хостују софтвер на сопственим серверима, те им је потребан прилагођен развој софтвера.

## Детаљније
Clockify је бесплатна алатка за праћење времена, која може да врши праћење времена, генерисање извештаја и управљање пројектима. Ова алатка омогућава да се време уноси ручно, као и да се време прати аутоматски. Уз помоћ података добијених праћењем времена, корисник може да генерише недељне, месечне и годишње извештаје. Ове извештаје је затим могуће сачувати, отпремити, и поделити са клијентима.
Алатка Clockify је базирана на облаку и ради преко веб-прегледача, те је могуће приступити јој са било ког уређаја или платформе; потребно је само пријавити се.
Временски уноси и активни тајмери су синхронизовани у реалном времену, уз помоћ услуге облака, повезане са веб-сајтом и другим апликацијама. Могућност генерисања извештаја омогућава корисницима да прате време проведено на разним пројектима, и касније анализирају своју продуктивност.

### Својства алатке
- Омогућен избор између ручног уноса времена, или преко тајмера
- Могућност да се генеришу недељни, месечни и годишњи извештаји, које је могуће сачувати, отпремити и поделити
- Хонорар по сату, задаци, и процене
- Неограничен број чланова тима, пројеката и радних простора[9] [10]

## Такође види
- Поређење софтвера за праћење времена
- Надгледање рачунара и мреже